# Saint-Agnin-sur-Bion
Saint-Agnin-sur-Bion este o comună în departamentul Isère din sud-estul Franței. În 2009 avea o populație de 795 de locuitori.

## Evoluția populației
| An        | 1975 | 1982 | 1990 | 1999 | 2006 | 2009 |
| --------- | ---- | ---- | ---- | ---- | ---- | ---- |
| Populație | 390  | 602  | 646  | 674  | 762  | 795  |